# Tre cose solamente mi so 'n grado
Tre cose solamente mi so 'n grado è un sonetto del poeta italiano Cecco Angiolieri, scritto nel XIII secolo.

## Testo e parafrasi
le quali non posso ben men fornire,

ciò è la donna, la taverna e 'l dado,

queste mi fanno 'l cuor lieto sentire.

Ma sì me le conven usar di rado,

ché la mie borsa mi mett'al mentire,

e quando mi sovvien, tutto mi sbrado

ch'i' perdo per moneta 'l mie disire.

E dico :-Dato li sia d'una lancia!-

Ciò a mi' padre, che mi tien sì magro,

che tornare' senza logro di Francia. 

Trarl'un denai' di man serìa più agro 

la man di pasqua che si dà la mancia,

che far pigliar la gru ad un bozzagro.»
ma non me le posso permettere come vorrei,

cioè le donne, la taverna e il gioco

queste mi allietano il cuore

Ma sono costretto a goderne raramente

perché la mia borsa mi smentisce

e quando ci penso, mi metto a gridare

perché devo rinunciare ai miei desideri

E dico:-Sia trafitto da una lancia!-

Questo sia fatto a mio padre, che mi tiene a corto di soldi

Che tornerei dalla Francia senza dimagrire

Sarebbe più difficile farsi dare  un denaro

la mattina di pasqua

che far catturare una gru ad una poiana.»

## Commento
Il componimento possiede la struttura classica del sonetto, cioè 14 versi divisi in due quartine e due terzine con schema metrico ABAB-ABAB-CDC-DC ; nelle quartine il poeta elenca le cose che gli procurano piacere e i motivi per i quali non se le può permettere, mentre nelle terzine egli lancia un'invettiva contro il padre, che lo tiene a corto di soldi ("Ciò a mi' padre, che mi tien sì magro").
Il poeta afferma di trovare piacere solamente nelle donne, nel bere e nel gioco d'azzardo, e si rammarica di non poterli raggiungere a causa della mancanza di soldi ; da qui nasce l'odio verso il padre, secondo Cecco colpevole di essere avaro, tanto di augurargli persino la morte.
Al contrario degli stilnovisti, Cecco vede la donna non come un essere angelicato ma come un 'mezzo' per raggiungere il piacere carnale, mentre le taverne sono il luogo preferito dal poeta per trascorrere le serate.
Questo sonetto è dunque un manifesto contro i temi principali dello stilnovismo, ai quali il poeta senese contrappone una visione della vita (e di ciò che ne fa parte) totalmente opposta